# Liste afrikanischer Eisenbahngesellschaften
Liste der derzeit in Afrika existierenden Eisenbahngesellschaften
Ägypten
- Egyptian National Railways (ENR)

Algerien
- Société Nationale des Transports Ferroviaires algériens (SNTF)

Angola
- Caminhos de Ferro de Angola

- Caminhos de Ferro de Benguela (CFB)
- Caminho de Ferro de Luanda
- Caminho de Ferro do Namibe

Äthiopien
- Chemin de fer Djibouto-Ethiopien

Benin
- Organisation Commune Bénin-Niger des Chemins de fer et des Transports  (OCBN)

Botswana
- Botswana Railways

Burkina Faso
- SITARAIL
- Gestion du patrimoine ferroviaire du Burkina SOPAFER-B

Elfenbeinküste
- SITARAIL
- Société Ivoirienne de gestion du Patrimoine Fer

Eritrea
- Eritreische Eisenbahn

Eswatini
- Eswatini Railways

Gabun
- Société d’Exploitation du Transgabonais (SETRAG)

Ghana
- Ghana Railway Corporation (GRC)

Guinea
- Office National du Chemin de fer de Guinée (ONCFG)
- Chemins de fer de la Compagnie des Bauxites de Guinée (CBG) Conakry - Fria
- Chemin de fer de Boké
- Société Générale des Transports Guinéens (SOGETRAG)

Kamerun
- Camrail

Kenia
- Kenya Railways

Republik Kongo
- Chemin de fer Congo-Océan (CFCO)

Demokratische Republik Kongo
- Office national des transports (ONATRA)
- Société des Chemins de fer Uele-Fleuve (CFUF)
- Société Commerciale des Transports et des Ports (SCTP)
- Société Nationale des Chemins de fer du Congo (SNCC)

Liberia
- Bong-Mining-Bahn
- Lamgo Railway
- Mano-River-Railway

Libyen
Madagaskar
- Réseau National des Chemins de fer Malgache (RNCFM)

Malawi
- Malawi Railways

Mali
- Chemin de fer du Mali

Mauretanien
- Société Nationale Industrielle et Minière

Marokko
- Office National des Chemins de Fer (ONCF)

Mosambik
- Empresa Nacional dos Portos e Caminhos de Ferro (CFM)

Namibia
- TransNamib

Nigeria
- Nigerian Railway Corporation

Réunion
- Chemin de fer à  l’île de la Réunion

Sambia
- Mulobezi Railway
- TAZARA Tanzania Zambia Railway Authority
- Zambia Railways

Senegal
- Société Nationale des Chemins de fer du Sénégal

Sierra Leone
- Sierra Leone Government Railways (1897–1974)

Simbabwe
- National Railways of Zimbabwe

Südafrika
- Spoornet, früher South African Railways (SAS/SAR)
- Metrorail
- Prasa

Sudan
- Sudan Railways

Tansania
- TAZARA Tanzania Zambia Railway Authority
- Tanzania Railways

Togo
- Chemin de fer du Togo (CFT)

Tunesien
- Société nationale des chemins de fer tunisiens (SNCFT)

Uganda
- Uganda Railway